# Batalla de Zaporiyia
La batalla de Zaporiyia es un enfrentamiento militar en curso que comenzó el 27 de febrero de 2022, durante la invasión rusa de Ucrania de 2022, como parte de la ofensiva de Jersón. Zaporiyia es una ciudad importante a lo largo del río Dniéper en el centro de Ucrania.

## Batalla

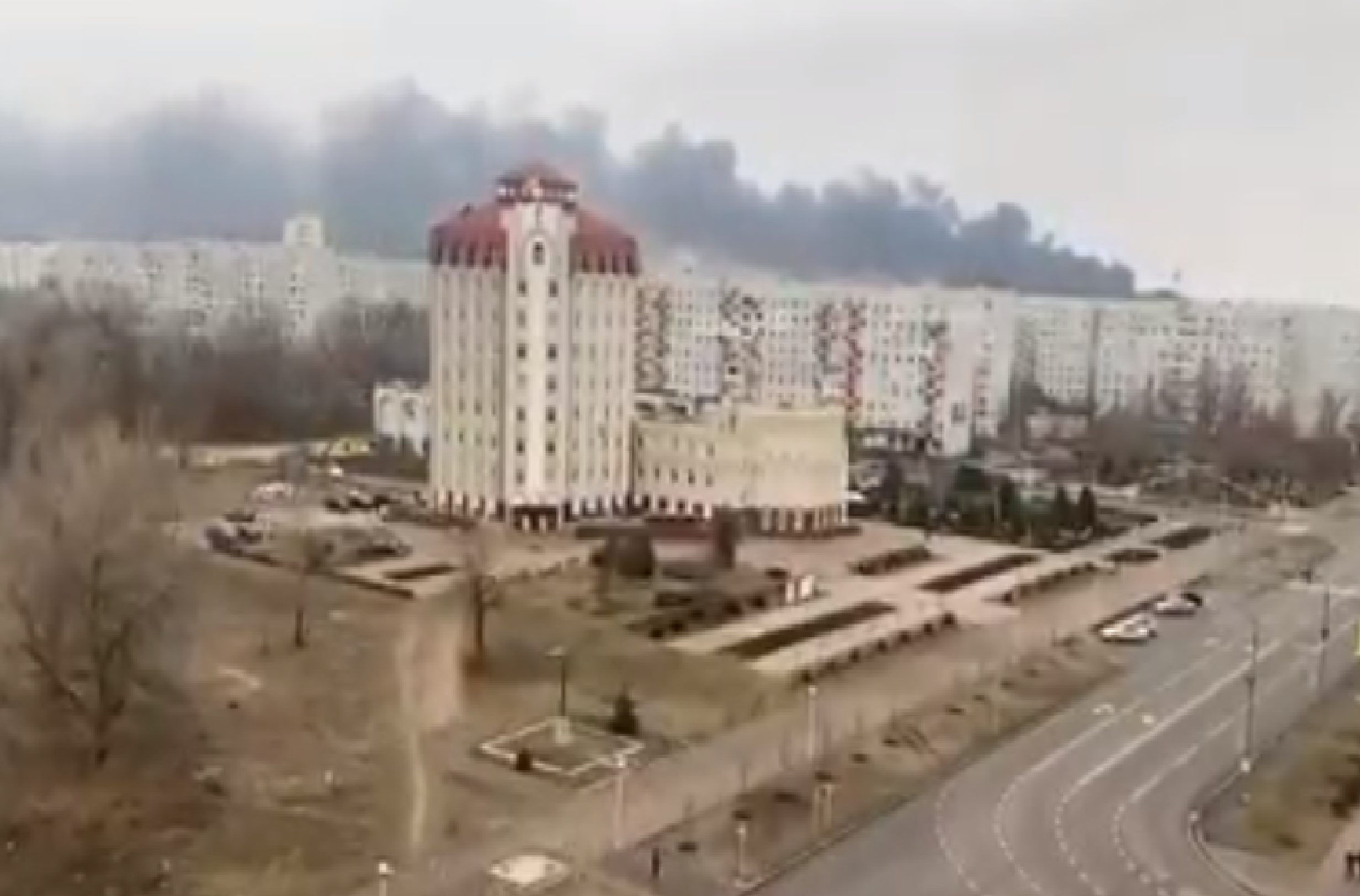
Bombardeo ruso en las afueras de Zaporiyia.

El 26 de febrero, el 22º Ejército ruso avanzó hacia el norte desde Crimea y comenzó a acercarse a la central nuclear de Zaporiyia.
El 27 de febrero se informó de algunos combates en las afueras meridionales de Zaporiyia, sin que se informara de víctimas. Las fuerzas rusas comenzaron a bombardear Zaporiyia más tarde esa noche. También se reportaron combates en Vasylivka, una ciudad al sur de Zaporiyia.
El 28 de febrero, el Ministerio de Defensa de Rusia anunció la captura de la cercana ciudad de Enerhodar, que contiene la central eléctrica. Sin embargo, el alcalde de Enerhodar negó la afirmación de que las fuerzas ucranianas habían perdido el control de la ciudad.